# Kabupaten de Sumbawa occidental
Le kabupaten de Sumbawa occidental, en indonésien Kabupaten Sumbawa Barat, est un kabupaten de la province des petites îles de la Sonde occidentales en Indonésie.

## Géographie
Il est composé de la partie occidentale de Sumbawa.

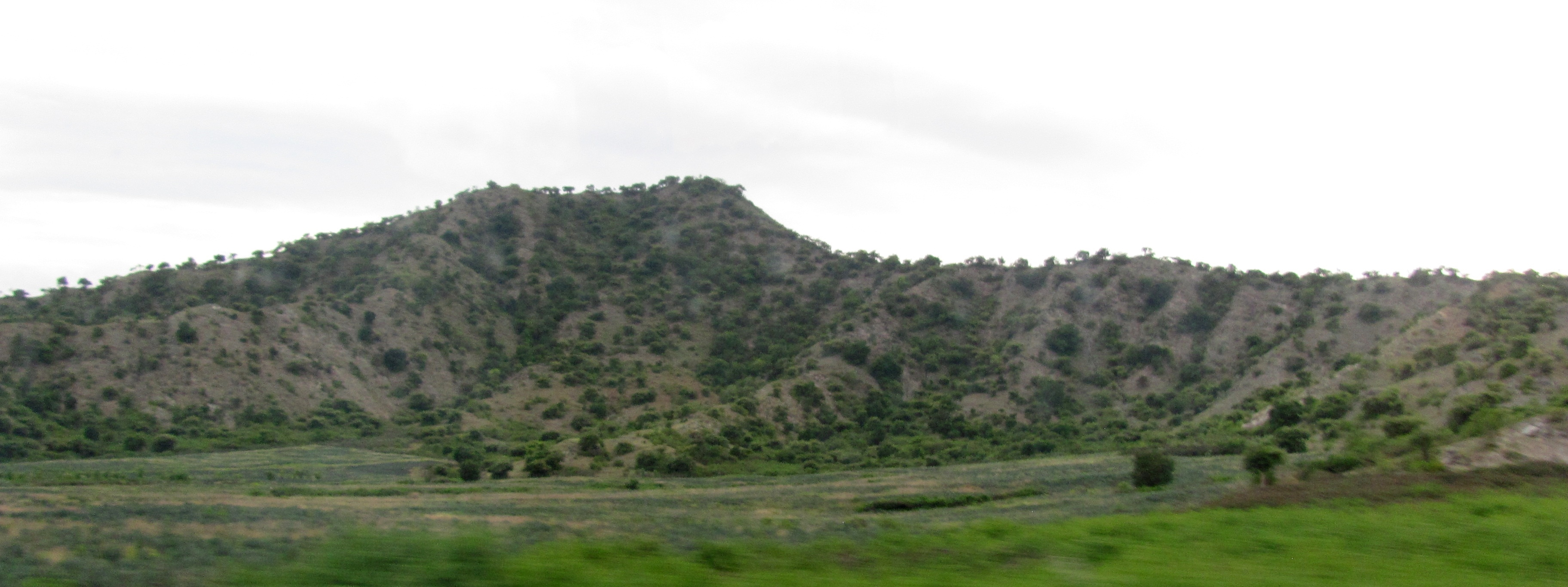
Paysage typique du kabupaten de Sumbawa occidental

## Divisions administratives
Il est divisé en 8 kecamatans :
- Sekongkang
- Jereweh
- Maluk
- Taliwang
- Brang Ene
- Brang Rea
- Seteluk
- Poto Tano